# Övre Backmyrtjärnen
Övre Backmyrtjärnen är en sjö i Piteå kommun i Norrbotten och ingår i Åbyälvens huvudavrinningsområde.